# Soroksár
Soroksár est un quartier situé dans le 23e arrondissement de Budapest. 